# 遠藤健慎
遠藤 健慎（えんどう けんしん、2000年11月24日 - ）は、日本の俳優。
静岡県清水町出身、ヒラタオフィス所属。

## 経歴
2009年より子役として活動。2010年に放送された『BUNGO -日本文学シネマ-』の「黄金風景」でテレビドラマ初出演を果たす。
2016年にロケ地の香川県で公開された映画『がらくた』で初主演。
2017年10月期フジテレビ・関西テレビ系火曜夜9時のドラマ『明日の約束』で連続ドラマ初レギュラー出演で物語のキーマン的役所を演じ、一躍注目を浴びる。
その後は、テレビドラマ『イノセント・デイズ』や『チア☆ダン』、映画『ミスミソウ』などの話題作に出演。
2021年、『青天を衝け』で渋沢栄一の息子・渋沢秀雄役を演じ、大河ドラマ初出演。

## 人物
歌番組でTOKIOを見てテレビの中に入りたいと思い、芸能事務所に入った。
趣味は読書、ピアノ、ショッピング、ラップ。好きな食べ物は天津飯。嫌いな食べ物は苦い野菜。好きな言葉は『死ぬこと以外はかすり傷』。
憧れの俳優には小栗旬や白洲迅を挙げている。

## 出演

### テレビドラマ
- BUNGO -日本文学シネマ-「黄金風景」（2010年2月15日、TBS） - 津島修治（幼少期）役
- 名古屋やっとかめ探偵団〜前代未聞!!婆ちゃん探偵〜（2010年6月20日、東海テレビ・フジテレビ）
- ひとつ星の恋〜天才漫才師 横山やすしと妻〜（2014年11月23日・30日、NHK BSプレミアム） - 木村一八（幼少期）役
- 検事・沢木正夫3 共犯者（2015年8月19日、テレビ東京） - 中学時代の瀬崎勝 役
- 明日の約束（2017年10月17日 - 12月19日、フジテレビ・関西テレビ） - 吉岡圭吾 役
- イノセント・デイズ 第6話（2018年4月22日、WOWOW） - 江藤浩明 役
- チア☆ダン 第7話・最終話（2018年8月24日・9月14日、TBS） - 水嶋弘樹 役
- マリオ〜AIのゆくえ〜（2018年10月13日、NHK BSプレミアム） - 江口修 役
- 高嶺と花（2019年4月23日 - 6月18日、フジテレビ） - 岡本颯馬 役[4]
- さくらの親子丼 第3シリーズ（2020年10月17日 - 12月19日、東海テレビ・フジテレビ） - 片桐隼人 役[5]
- カラフラブル～ジェンダーレス男子に愛されています。～（2021年4月1日 - 6月3日、読売テレビ・日本テレビ） - 甘地大和 役[6][7]
- 大河ドラマ 青天を衝け（2021年12月19日・26日、NHK） - 渋沢秀雄 役[8]
- 復讐の未亡人（2022年7月7日 - 8月15日、テレビ東京） - 酒井芳人 役[9]
- 祈りのカルテ 研修医の謎解き診察記録 第4話（2022年10月29日、日本テレビ） - 佐々原雅人 役
- 美しい彼 シーズン2（2023年2月8日 - 3月1日、MBS・TBS） - 沢崎 役
- 生理のおじさんとその娘（2023年3月24日、NHK総合） - 金剛大樹 役
- 特捜9 season6 第8話（2023年5月24日、テレビ朝日） - 篠原洋輔 役
- あたりのキッチン! 第3話 - （2023年10月28日 - 、東海テレビ・フジテレビ） - 兼原秋斗 役
- あなたの恋人、強奪します。 第4話（2024年5月5日、朝日放送テレビ） - 成瀬 役[10]

### 映画
- スノーフレーク（英語版）（2011年8月6日公開、スタイルジャム） - 遠藤勇麻（幼少期）役
- ホットロード （2014年8月16日公開、松竹） - 春山強 役
- がらくた（2016年5月21日公開、キャンター） - 主演・隼人 役
- グッバイエレジー（2017年3月25日公開、マジックアワー） - 井川道臣（中学時代）役
- ミスミソウ（2018年4月9日公開、ティ・ジョイ） - 久賀秀利 役
- 居る場所（2020年5月18日公開） - 木村翔太 役
- 望み（2020年10月9日公開、KADOKAWA） - 若村典孝 役
- 恋い焦れ歌え（2022年5月27日公開、フューチャーコミックス・スタジオブルー） - KAI 役[11]
- 冬薔薇（ふゆそうび）（2022年6月3日公開、キノフィルムズ） - 山口憲作 役
- 大事なことほど小声でささやく（2022年10月21日公開、S・D・P） - 国見俊介 役[12]
- 私が知らないあなたについて（2022年12月2日公開、トリプルアップ） - 宮田栄治 役[13]
- 劇場版 美しい彼〜eternal〜（2023年4月7日公開、カルチュア・エンタテインメント） - 沢崎 役[14]
- こん、こん。（2023年9月29日公開、BLUE.MOUNTAIN） - 主演・堀内賢星 役（塩田みうとダブル主演）[15]

### WEBドラマ
- 明日の約束 チェインストーリー（2017年10月17日 - 12月5日、GYAO配信） - 主演・吉岡圭吾 役
- 高嶺と花（2019年3月18日 - 5月6日、フジテレビオンデマンド） - 岡本颯馬 役[16]
- First Love 初恋 第1話・第5話・第6話（2022年11月24日、Netflix） - 岩清水翔平 役

### 舞台
- ヒラタオフィス＋TAAC「さえなければ」（2025年3月5日 - 12日、サンモールスタジオ）[17]

### PV・MV
- Aimer 『Re:pray』（2011年）
- Shout it Out ミニアルバム『また今夜も眠れない僕らは』（2018年）